# Bauernmuseum Wiehl

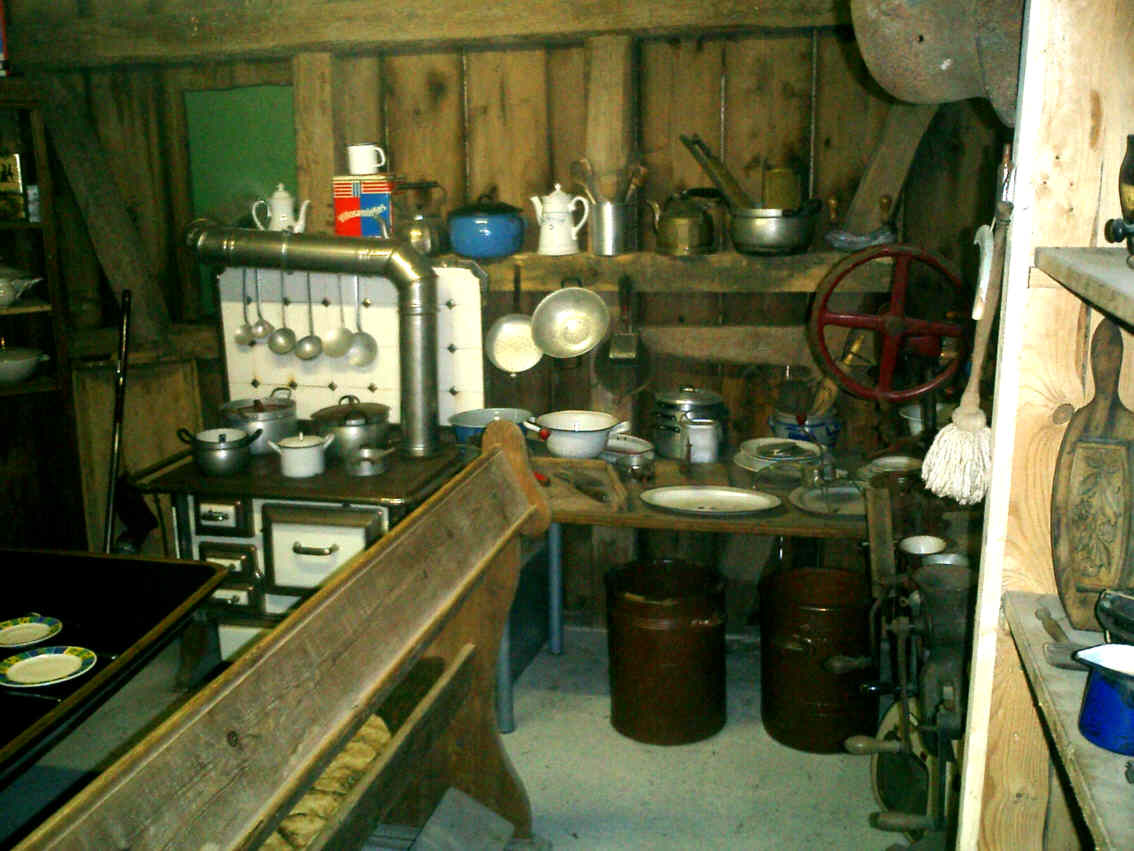
Bauernmuseum Wiehl in Monsau

Das Bauernmuseum Wiehl ist ein Museum im Wiehler Ortsteil Monsau.
Es stellt auf drei Ebenen alte landwirtschaftliche Geräte, Maschinen und Werkzeuge aus. Das Museum wird von Thomas Aschemeier privat ohne Inanspruchnahme von Fördermitteln in einer ausgebauten Scheune seines ehemals elterlichen landwirtschaftlichen Anwesens betrieben. Die landwirtschaftliche Tätigkeit wurde eingestellt. Die Ausstellungsexponate kommen aus Schenkungen und Zukäufen und sind alle heute noch funktionsfähig. Auf einem Ausstellungsanhänger werden auf Bauernmärkten der Umgebung mit Transmissionsriemen angetriebene Maschinen vorgeführt.